# Список патріархів Антіохійських
Патріарх Антіохійський — один з основних патріархів раннього християнства, який висвячував єпископів для Сирії, Палестини, 
Вірмені, Грузії, Месопотамії та Індії.
Пізніше єдиний Антіохійський патріархат розколовся на декілька церков, які існують й до сьогодні.

## Єпископи Антіохійські
1. Апостол Петро (Бл. 37 — бл. 53)
2. Еводій (бл. 53 — бл. 69)
3. Ігнатій (бл. 70- бл. 107)
4. Ірон (107—127)
5. Корнелій (127—154)
6. Ерос (154—169)
7. Феофіл (169—182)
8. Максімій I (182—191)
9. Серапіон (191—211)
10. Аскліпіад Сповідник (211—220)
11. Філетій (220—231)
12. Зебіній (231—237)
13. Св. Вавила (237—250)
14. Фабій (253—256)
15. Демітріан (256—262),
16. Амфилохій ?(262—266)
17. Павло I Самосатський (267—270)
18. Домній (270—273)
19. Тімей (273—277)
20. Кирил I (277—279)
21. Тираніон (299—308)
22. Віталій (308—314)
23. Філогоній (314—324)
24. Роман (? — 324)
25. Паулін I Антіохійський (324)

## Патріархи Антіохійські
1. Євстафій (324—331)
2. Паулін I Антіохійський
3. Еулалій I Антіохійський
4. Еуфорній I Антіохійський
5. Флацилій I Антіохійський
6. Стефан I Антіохійський
7. Леонтій I Антіохійський
8. Євдоксій Антіохійський
9. Ананій Антіохійський

## Перша схизма

#### Мелетійська гілка
1. Мелетій Антіохійський
2. Флавіан I Антіохійський
3. Порфірій I Антіохійський[pt]
4. Александр Мелетійський

#### Аріанська гілка
1. Еузолій I Антіохійський[pt]
2. Доротей I Антіохійський[pt]

#### Нікейська гілка
1. Паулін (Павло ІІ) (362—388)
2. Евгарій I Антіохійський

#### Аполінаристська гілка
1. Віталій II Антіохійський

## Другий патріархат
- Александр I Антіохійський
- Феодотій I Антіохійський
- Іоан I Антіохійський
- Домній II Антіохійський

## Патріархи після Халкідонського собору
1. Максимій II Антіохійський[en]
2. Василій I Антіохійський[pt]
3. Акакій I Антіохійський[pt]
4. Мартирій Антіохійський
5. Петро Кнафей
6. Юліан I Антіохійський[en]
7. Іоан II Антіохійський
8. Стефан II Антіохійський[en]
9. Календіон II Антіохійський[en]
10. Паладій II Антіохійський[pt]
11. Флавіан II Антіохійський[en]
12. Север Антіохійський

## Пізніші патріархи
Перелік пізніших Патріархів Антіохійських:
- Халкедонська лінія патріархів:
  - Список грецьких православних патріархів Антіохійських від 518 р. дотепер
  - Список мелькітских греко-католицьких патріархів Антіохійських, від 1724 р. по даний час
  - Список маронітських патріархів від восьмого століття дотепер
  - Список Латинських патріархів Антіохійських від 1098 до 1964 року.
- Нехалкедонська лінія патріархів:
  - Список сирійських патріархів Антіохійських з 512 до 1783
  - Список сирійських православних патріархів Антіохійських від 1783 р. по даний час
  - Список сирійських католицьких патріархів Антіохійських від 1783 р. по даний час